# Кастелло-д’Агонья
Кастелло-д’Агонья (итал. Castello d'Agogna) — коммуна в Италии, располагается в области Ломбардия, в провинции Павия.
Население составляет 1053 человека (2008), плотность населения составляет 105 чел./км². Занимает площадь 10 км². Почтовый индекс — 27030. Телефонный код — 0384.
В коммуне 8 сентября особо празднуется Рождество Пресвятой Богородицы (Santa Maria Bambina).

## Демография
Динамика населения:

## Администрация коммуны
- Официальный сайт: